# Лабуханбату
Лабуханбату (индон. Labuhanbatu) — округ в провинции Северная Суматра. Административный центр — город Рантау-Прапарт.

## История
В 2008 году из округа Лабуханбату были выделены округа Северное Лабуханбату и Южное Лабуханбату.

## Население
Согласно оценке 2010 года, на территории округа проживало 414 417 человек.

## Административное деление
Округ Лабуханбату делится на следующие районы:
- Билах-Барат
- Билах-Хилир
- Билах-Хулу
- Панай-Хилир
- Панай-Хулу
- Панай-Тенгах
- Пангкатан
- Рантау-Селатан
- Рантау-Утара